# カメイオート北海道
カメイオート北海道株式会社（カメイオートほっかいどう）は、札幌市を拠点とする自動車販売会社である。北海道でボルボ・カーズの自動車ディーラーを展開している。
総合商社カメイ傘下。

## 歴史
1975年、帝人ボルボ（当時）の代理店となった仙台市に本拠地を置く総合商社亀井商店（現・カメイ株式会社）が札幌支店を開設。1989年1月、会社組織「カメイオート北海道」として独立、現在に至る。

## 店舗
- ボルボ・カーズ　札幌
- ボルボ・カーズ　札幌西
- ボルボ・カーズ　旭川